# Schizodium
Schizodium é um género botânico pertencente à família Orchidaceae, composto por seis espécies terrestres endêmicas da Província do Cabo Setentrional, na África do Sul. Crescem solo arenoso, em meio aos arbustos, conforme a espécie, em áreas mais secas ou mais alagadiças, em maiores ou menores altitudes, próximos da praia ou em encostas de montanhas. O nome deste gênero vem do grego schizein, dividido, em referência às pétalas de suas flores, de extremidades bífidas, que apresentam profunda canaleta no centro, dando a impressão de estarem divididas.
Os Schizodium crescem a partir de um tubérculo que origina caules flexíveis, delgados e resistentes que apresentam uma roseta de folhas na base e algumas folhas lineares ao longo de seu comprimento. A inflorescência não se remifica e comporta poucas flores espaçadas ressupinadas, com sépala dorsal provida de calcar e pétalas de ápice dividido, com pequenos lobos basais. O labelo é pandurado, ou seja, em formato de violão, com três áreas claramente distintas, a extremidade aguda. A coluna tem apêndices laterais bem desenvolvidos, contém duas polínias e rostelo trilobado.
Nada se sabe sobre a polinização deste gênero, sua floração ocasionalmente ocorre após incêndios, mas não está comprovada a ligação entre os eventos. Não há informações sobre Schizodium em cultivo..